# The Path and the Traces
The Path and the Traces is een compositie van de Est Erkki-Sven Tüür als hommage aan Arvo Pärt, die kort daarop zeventig zou worden.
Tüür en Pärt zijn de voortrekkers van de moderne klassieke muziek in Estland, maar de muziek die ze componeren verschilt hemelsbreed. Pärt is inmiddels gespecialiseerd in zeer eenvoudig klinkende sacrale en ascetische muziek, Tüür schrijft zeer emotionele muziek met tal van uitbarstingen en dan weer stilten.

Tüür heeft dit werk gecomponeerd om Pärt te eren voor (a) zijn werk als wegbereider voor een nieuwe stroming (Path) en (b) de sporen (Traces), die dat achtergelaten heeft binnen de muziek in Estland en daarbuiten. Uiteraard kon Tüür (24 jaar jonger) tijdens zijn muzikale carrière niet om de muziek van Pärt heen.
Tüür schreef het werk tijdens een vakantie op Kreta alwaar hij een van de kerken in Ierapetra bezocht. Hij haalde inspiratie uit de bouwconstructie en de Grieks-orthodoxe gezangen. Het is tegelijk een hommage aan de vader van de componist; gedurende het componeren werd de vader ziek en overleed voordat de compositie voltooid was.
De compositie laat een overgang horen van de muziek van Tüür die langzamerhand verstilt, de uitbarstingen worden steeds minder en minder, ook de chromatische dissonanten lossen op totdat de ascetische eenstemmige muziek van Pärt overblijft. De drie zaken die leidden tot dit werk hebben ervoor gezorgd dat dit een van de zo niet rustigste composities van Tüür is geworden.
Tõnu Kaljuste gaf leiding aan het Kamerorkest van Tallinn tijdens de première op 29 juni 2005.

## Bijzonderheid
Pärt heeft eenzelfde soort compositie geschreven; dat ter nagedachtenis van Benjamin Britten.

## Bron en discografie
- Uitgave Virgin Classics; Nationaal Symfonieorkest van Estland o.l.v. Paavo Järvi